# Wyspa Sobieszewska
Wyspa Sobieszewska (in tedesco: Neue Binnennehrung) è una frazione di Danzica, situata nella parte orientale della città.